# Czarna Carmen (film 2005)
Czarna Carmen (xhosa U-Carmen eKhayelitsha) – południowoafrykański film muzyczny z 2005 roku w reżyserii Marka Dornforda-Maya, będący jego pełnometrażowym debiutem. Uwspółcześniona adaptacja opery Carmen Georges'a Bizeta z 1875 roku.
Obraz miał swoją premierę w konkursie głównym na 55. MFF w Berlinie, gdzie zdobył główną nagrodę Złotego Niedźwiedzia.

## Obsada
- Pauline Malefane – Carmen
- Andile Tshoni – Jongikhaya
- Zweilungile Sidloyi – Lulamile
- Andries Mbali – Bra Nkomo
- Lungelwa Blou – Nomakhaya
- Andiswa Kedama – Amanda
- Ruby Mthethwa – Pinki
- Noluthando Boqwana – Manelisa[3]

## Produkcja
Film, nakręcony w całości w języku xhosa, zawiera elementy zarówno oryginalnej klasycznej opery, jak i tradycyjnej muzyki afrykańskiej. Akcja osadzona jest w Khayelitsha, jednym z uboższych przemysłowych przedmieść Kapsztadu. Niemal wszyscy aktorzy występujący w filmie grali po raz pierwszy przed kamerą. W tytułową rolę wcieliła się Pauline Malefane, prywatnie żona reżysera. Przed przystąpieniem do zdjęć aktorzy brali udział w trwających 4 tygodnie próbach. Utwory muzyczne pojawiające się w filmie zostały nagrane na żywo na planie, bez użycia dodatkowego dubbingu.